# Дзержинскруда
Дзержинскруда — железорудный трест в городе Кривой Рог.

## История
В 1930 году начал работу трест «Руда», наследник Южно-рудного треста. В 1939 году на базе трест «Руда» образовано 3 железорудных треста: «Дзержинскруда», «Октябрьруда» и «Ленинруда».
После Великой Отечественной войны работающими остались тресты «Дзержинскруда» и «Ленинруда».
На 1969 год добывал 26 миллионов тонн железной руды — в 9 раз больше, чем давали предшественники предприятий треста в 1913 году.
В 1973 году ликвидирован в связи с организацией промышленного объединения «Кривбассруда».

## Характеристика
Трест объединял 4 шахтоуправления (рудоуправления): имени Ф. Э. Дзержинского, имени С. М. Кирова, имени Ильича и «Ингулец», специализированные управления и вспомогательные предприятия.
Руководителем был Яким Фотиевич Хивренко, в 1957—1966 годах — Георгий Семёнович Зымалев.